# Nick Millington
Nicholas Stephen Millington, detto Nick (Hartford, 9 agosto 1991), è un ex calciatore statunitense naturalizzato guyanese, di ruolo centrocampista.

## Carriera

### Club
Ha giocato tra la seconda e la quarta divisione statunitense.

### Nazionale
Ha giocato nelle nazionali giovanili statunitensi Under-17 ed Under-18; nel 2012 ha giocato sei partite con la nazionale guyanese.

## Statistiche

### Cronologia presenze e reti in nazionale
| Cronologia completa delle presenze e delle reti in nazionale ― Guyana | Cronologia completa delle presenze e delle reti in nazionale ― Guyana | Cronologia completa delle presenze e delle reti in nazionale ― Guyana | Cronologia completa delle presenze e delle reti in nazionale ― Guyana | Cronologia completa delle presenze e delle reti in nazionale ― Guyana | Cronologia completa delle presenze e delle reti in nazionale ― Guyana | Cronologia completa delle presenze e delle reti in nazionale ― Guyana | Cronologia completa delle presenze e delle reti in nazionale ― Guyana |
| Data                                                                  | Città                                                                 | In casa                                                               | Risultato                                                             | Ospiti                                                                | Competizione                                                          | Reti                                                                  | Note                                                                  |
| --------------------------------------------------------------------- | --------------------------------------------------------------------- | --------------------------------------------------------------------- | --------------------------------------------------------------------- | --------------------------------------------------------------------- | --------------------------------------------------------------------- | --------------------------------------------------------------------- | --------------------------------------------------------------------- |
| 15-8-2012                                                             | Santa Cruz de la Sierra                                               | Bolivia                                                               | 2 – 0                                                                 | Guyana                                                                | Amichevole                                                            | -                                                                     |                                                                       |
| 7-9-2012                                                              | San Salvador                                                          | El Salvador                                                           | 2 – 2                                                                 | Guyana                                                                | Qual. Mondiali 2014                                                   | -                                                                     |                                                                       |
| 11-9-2012                                                             | Providence                                                            | Guyana                                                                | 2 – 3                                                                 | El Salvador                                                           | Qual. Mondiali 2014                                                   | -                                                                     |                                                                       |
| 12-10-2012                                                            | Houston                                                               | Guyana                                                                | 0 – 5                                                                 | Messico                                                               | Qual. Mondiali 2014                                                   | -                                                                     |                                                                       |
| 16-10-2012                                                            | San José                                                              | Costa Rica                                                            | 7 – 0                                                                 | Guyana                                                                | Qual. Mondiali 2014                                                   | -                                                                     |                                                                       |
| 18-11-2012                                                            | Saint George's                                                        | Guyana                                                                | 4 – 3                                                                 | Guyana francese                                                       | Qual. Coppa dei Caraibi 2012                                          | -                                                                     |                                                                       |
| Totale                                                                |                                                                       | Presenze                                                              | 6                                                                     |                                                                       | Reti                                                                  | 0                                                                     |                                                                       |